# Misunderstood (chanson de Dream Theater)
Pistes de Six Degrees of Inner Turbulence
Blind Faith
(2) The Great Debate
(4)
Misunderstood est la troisième chanson de l'album Six Degrees of Inner Turbulence du groupe de metal progressif Dream Theater. La musique a été composée par John Myung, John Petrucci, Mike Portnoy et Jordan Rudess et les paroles ont été écrites par John Petrucci. La rumeur voudrait que la partie de batterie de ce morceau eût été doublée au niveau du tempo pendant l'enregistrement, et ce afin de donner plus de "lourdeur" a l'ensemble de la composition.

## Apparitions
1. Six Degrees of Inner Turbulence (Album) (2002)

## Personnel
- James LaBrie - chant
- John Myung - basse
- John Petrucci - guitare
- Mike Portnoy - batterie
- Jordan Rudess - claviers